# 핵산 중간 분해 효소
핵산 중간 분해 효소(核酸中間分解酵素, 영어: endonuclease)는 폴리뉴클레오타이드 사슬 안에서 인산다이에스터 결합을 절단하는 효소이다. 엔도뉴클레이스, 핵산내부가수분해효소(核酸內部加水分解酵素)라고도 한다. 디옥시리보핵산 가수 분해 효소 I(Deoxyribonuclease I)와 같은 일부는 DNA를 상대적으로 비특이적으로 (서열에 관계없이) 절단하지만, 제한 핵산 중간 분해 효소 또는 제한 효소로 불리는 많은 효소들은 매우 특정한 뉴클레오타이드 서열에서만 절단된다. 핵산 중간 분해 효소는 핵산 외부 가수분해 효소(Exonuclease)와 다르며, 핵산 외부 가수분해 효소는 중간부분 대신 인식 서열의 말단을 절단한다.
제한효소는 특정 DNA 서열을 인식하는 세균 및 고균의 핵산 중간 분해 효소이다. 제한 효소에 의한 절단에 대해 인식되는 뉴클레오타이드 서열을 제한 부위라고 한다. 일반적으로 제한 부위는 약 4개에서 6개의 뉴클레오티드의 길이로 된 팔레드로믹 시퀀스가 된다. 대부분의 제한 핵산 중간 분해 효소는 DNA 가닥을 불균일하게 절단하여 상보적인 단일 가닥 말단을 남긴다. 이들 단부는 혼성화를 통해 재연결될 수 있으며, 이를 점착성 말단(Sticky End)로 불린다. 쌍을 이루면 단편의 포스포다이에스터 결합은 DNA 연결 효소에 의해 연결된다. 수백 가지의 제한 핵산 중간 분해 효소가 알려져 있고, 각각 다른 제한 부위를 절단한다. 동일한 핵산 중간 분해 효소에 의해 절단된 DNA 단편은 DNA의 기원에 관계없이 함께 결합 될 수있다. 이러한 DNA를 재조합 DNA라고 한다. 제한 핵산 중간 분해 효소(제한효소, Restriction Enzyme)는 작용 기전에 따라 유형 I, 유형 II, 유형 III의 범주로 나뉜다. 이 효소는 유전공학에서 세균, 식물, 동물 세포 및 합성생물학에 도입하기 위한 재조합 DNA를 만드는 데 사용된다. 가장 유명한 핵산 중간 분해 효소는 Cas9이다.

## 카테고리
특정 서열의 절단에 상대적으로 기여하는 제한 효소의 3가지 범주 중 제한 핵산 중간 분해 효소가 존재한다. 유형 I 및 III은 핵산 중간 분해 효소 및 메틸 전이 효소 활성을 포함하는 큰 다중 소단위 복합체이다. 유형 I은 인식 서열로부터 약 1000개 이상의 염기쌍의 임의의 부위에서 절단 할 수 있고, 에너지원으로서 ATP를 필요로 한다. 유형 II는 약간 다르게 작동한다. 이들은 핵산 중간 분해 효소의 단순한 버전이며 분해 과정에서 ATP가 필요하지 않다. II 형 제한 핵산 중간 분해 효소의 일부 예는 Bam HI, Eco RI, Eco RV, Hin dIII 및 Hae III을 포함한다. 그러나, 유형 III은 인식 서열로부터 약 25개의 염기쌍으로 DNA를 절단하고 그 공정에서 ATP를 필요로 한다.

## 표기법

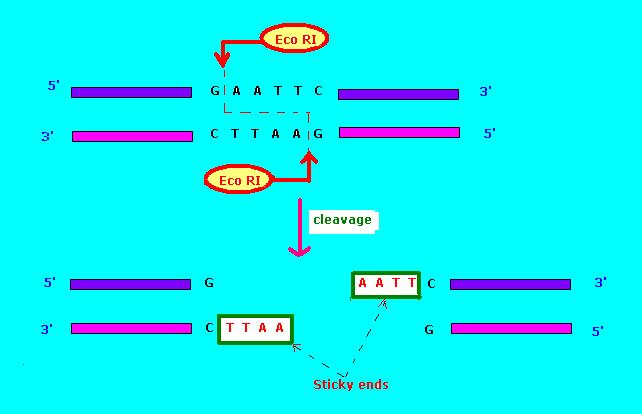
제한 효소 Eco RI

제한 핵산 중간 분해 효소에 대해 일반적으로 사용되는 표기법은 'Vwx yZ'형식이며, 여기서 'Vwx'는 이탤릭체로 제한 핵산 중간 분해 효소가 발견된 종의 속명 첫 글자와 종소명 첫 글자 두 개로 표기한다. 예를 들어, 대장균(Escherichia coli)에서 발견된 핵산 중간 분해 효소의 'Vwx'는 'Eco'가 된다. 또한 헤모필루스 인플루엔자(Haemophilus influenzae)에서 발견된 핵산 중간 분해 효소의 'Vwx'는 'Hin'이 된다. 또한 유형 또는 변형률 식별을 나타내는 선택적 기호 'y'가 존재한다. 예를 들어, 약물 저항 전달 인자 RTF-1을 가진 대장균주 B의 Eco B, 헤모필루스 인플루엔자 d의 Hin d가 그 예시이다. 마지막으로, 특정 유형이나 변종에 여러 가지 다른 제한 효소가 있을 경우, 이것들은 로마 숫자로 표기하며 'Z' 자리에 표기하게 된다. 예를 들어, Hin의 변종주 d로부터의 제한 핵산 중간 분해 효소는 Hin dI, Hin dII, Hin dIII로 명명된다. 분자생물학에 사용되는 제한 효소는 일반적으로 약 4~8개의 염기쌍의 짧은 표적 서열을 인식한다. 예를 들어, Eco RI는 서열 5'–GAATTC –3'을 인식하고 절단한다.
제한 핵산 중간 분해 효소는 여러 유형으로 나뉜다. 제한 핵산 중간 분해 효소는 전형적으로 인식 부위 및 절단 패턴(일반적인 뉴클레오타이드 염기 : A, C, G, T)을 필요로 한다. 인식 부위가 절단 패턴의 영역 밖에 있다면, 제한 핵산 중간 분해 효소는 유형 I로 지칭된다. 인식 서열이 절단 서열과 겹치면 제한 핵산 중간 분해 효소는 유형 II로 지칭된다.

## DNA 수선
핵산 중간 분해 효소는 DNA 수선에 중요한 역할을 한다. AP 핵산 중간 분해 효소 부위에서 DNA의 절개를 독점적으로 촉매하고, 그 후 후속 절제, 수선 합성 및 DNA 결찰을 위해 DNA를 제조한다. 예를 들어, 탈퓨린화가 발생하면 이 병변은 염기가 없는 디옥시리보스당을 남긴다. AP 핵산 중간 분해 효소는 이 당을 인식하고 이 부위에서 DNA를 절단 한 다음 DNA 수선이 계속되도록 한다. 대장균은 2개의 AP 핵산 중간 분해 효소를 포함한다. 핵산 중간 분해 효소 IV(endoIV) 및 핵산 외부 가수분해 효소 III(exoIII) 진핵생물에서는 하나의 AP 핵산 중간 분해 효소가 존재한다.

## 일반적인 핵산 중간 분해 효소
아래의 표는 일반적인 원핵생물 및 진핵생물의 핵산 중간 분해 효소이다.
| 원핵 생물 효소                       | 출처                            | 내용 |
| ------------------------------------ | ------------------------------- | --- |
| RecBCD                               | 대장균                          | 부분적으로 ATP 의존적, 핵산 외부 가수분해 효소로도 작용, 재조합 및 수리                                                                                  |
| T7 (P00641)                          | 박테리오파지 T7 (유전자 3)      | 복제에 필수적, 이중 가닥 DNA보다 단일 가닥에 대한 선호도가 높음                                                                                          |
| T4 II (P07059)                       | 박테리오파지 T4 (denA)          | -TpC- 서열을 분할하여 5'-dCMP-종료된 올리고 뉴클레오타이드를 생성                                                                                        |
| Bal 31                               | P. espejiana                    | 핵산 외부 가수분해 효소로도 작용, 이중 DNA의 3' 말단 및 5' 말단을 니블링(Nibbling)한다.                                                                  |
| P25736 I (endo I; P25736)            | 대장균 (endA)                   | 주변 세포질에 위치함, 생성물의 평균 사슬 길이는 7bps이고 운반 RNA에 의해 억제됨, 이중 가닥 DNA 절단을 생성하고, 운반 RNA와 복합체화 될 때 Nick을 생성함. |
| 미구균 핵산 중간 분해 효소 (P00644)  | 포도상구균                      | 3'-P 말단을 생성, Ca2+가 필요, RNA에 작용, 단일 가닥 DNA 및 -AT- 서열이 풍부한 영역을 선호                                                               |
| P09030 II (endo VI, exo III; P09030) | 대장균 (xthA)                   | AP 부분 옆의 분열, 3' 말단→5' 말단 핵산 외부 가수분해 효소로 작용                                                                                        |
| 진핵 생물 효소                       | 출처                            | 내용 |
| Neurospora endonuclease              | Neurospora crassa, 미토콘드리아 | RNA에도 작용 |
| S1 nuclease(P24021)                  | Aspergillus oryzae              | RNA에도 작용 |
| P1-nuclease(P24289)                  | Penicillium citrinum            | RNA에도 작용 |
| Mung bean Nuclease I                 | 녹두 콩나물                     | RNA에도 작용 |
| Ustilago nuclease (Dnase I)          | Ustilago maydis                 | RNA에도 작용 |
| Dnase I (P00639)                     | 소 췌장                         | 평균 길이는 4bps, Mn2+의 존재 하에서 이중 가닥 파괴를 생성                                                                                               |
| AP 핵산 중간 분해 효소               | 핵, 미토콘드리아                | DNA 염기 절제 복구 경로에 관여 |
| Endo R                               | 헬라 세포                       | -GC- 부분에만 해당 |

## 같이 보기
- 핵산 외부 가수분해 효소
- 제한효소
- 핵산 분해 효소
- 리보뉴클리에이스
- AP 핵산 중간 가수분해 효소